# Eumundi
Eumundi – miasto w Australii, w stanie Queensland.